# Bactoprenol
Bactoprenol (Undecaprenol) ist eine chemische Verbindung aus der Gruppe der Dolichole. In Form seines Diphosphats ist es ein Lipidcarrier (C50- bis C60-Isoprenoid-Alkohol), der erstmals aus Milchsäurebakterien isoliert wurde. Es dient dem Transport von Peptidoglykan aus dem Cytoplasma durch die Cytoplasmamembran in die Zellwand Gram-positiver Bakterien. Aufgrund seiner Schlüsselfunktion in der Synthese bakterieller Zellwände ist es Angriffspunkt für zahlreiche Antibiotika.